# ბ
Bani (asomtavruli Ⴁ, nuskuri ⴁ, mkhedruli ბ, mtavruli Ბ) là chữ cái thứ 2 trong bảng chữ cái Gruzia.
Trong hệ thống chữ số Gruzia, ბ có giá trị là 2.

## Chữ cái
| asomtavruli | nuskuri | mkhedruli |
| ----------- | ------- | --------- |
|             |         |           |

## Mã hóa máy tính
| asomtavruli | nuskuri | mkhedruli |
| ----------- | ------- | --------- |
| U+10A1      | U+2D01  | U+10D1    |

## Chữ nổi
| mkhedruli |
| --------- |
|           |